# فيكتوريا بوثيو
فيكتوريا بوثيو (بالإسبانية: Victoria Bosio) مواليد 3 أكتوبر 1994 في الأرجنتين، هي لاعبة كرة مضرب أرجنتينية وتحتل حالياً المرتبة 545 (21 مارس 2016) في تصنيف رابطة محترفات كرة المضرب. أعلى تصنيف لها في الفردي كان 342. أعلى تصنيف لها في الزوجي كان 409.

## النهائيات

### الفردي (3–6)
| الحصيلة | الرقم | التاريخ        | الدورة                         | الأرضية | المنافس              | النتيجة                 |
| ------- | ----- | -------------- | ------------------------------ | ------- | -------------------- | ----------------------- |
| الوصافة | 1.    | 16 أبريل 2012  | فيلا ديل ديكيو، الأرجنتين      | ترابية  | دانييلا سيغيل        | 5–7, 1–6                |
| الفوز   | 1.    | 24 مارس 2014   | ريبيراو بريتو، البرازيل        | ترابية  | غابرييلا سي          | 6–0, 7–5                |
| الوصافة | 2.    | 2 يونيو 2014   | كامبوس دو جورداو، البرازيل     | صلبة    | لورا بيجوسي          | 6–4, 1–6, 6–7(2–7)      |
| الفوز   | 2.    | 24 نوفمبر 2014 | بوغوتا، كولومبيا               | ترابية  | أندريا كوخ بنفنوتو   | 7–6(7–3), 6–1           |
| الفوز   | 3.    | 1 ديسمبر 2014  | بوغوتا، كولومبيا               | صلبة    | آنا بروغان           | 1–6, 6–0, 6–1           |
| الوصافة | 3.    | 19 يناير 2015  | تجمع سان مارتين، فرنسا         | صلبة    | مايتين يوسو أركونادا | 5–7, 6–3, 1–6           |
| الوصافة | 4.    | 9 مارس 2015    | ساو خوسيه دوس كامبوس، البرازيل | ترابية  | ناديه بودوروسكا      | 7–6(8–6), 6–7(2–7), 3–6 |
| الوصافة | 5.    | 16 نوفمبر 2015 | كاراكاس، فنزويلا               | صلبة    | كاتالينا بيلا        | 6–3, 4–6, 0–6           |
| الوصافة | 6.    | 23 نوفمبر 2015 | بريرا، كولومبيا                | ترابية  | لورا بيجوسي          | 7–5, 0–6, 2–6           |

## روابط خارجية
- فيكتوريا بوثيو على موقع رابطة محترفات التنس (الإنجليزية)
- فيكتوريا بوثيو على موقع الاتحاد الدولي لكرة المضرب (الإنجليزية)
- فيكتوريا بوثيو على موقع كأس بيلي جين كينغ (الإنجليزية)
- فيكتوريا بوثيو على موقع بطولة ويمبلدون (الإنجليزية)
- فيكتوريا بوثيو على موقع خلاصة التنس.كوم (الإنجليزية)
- فيكتوريا بوثيو على موقع إي إس بي إن.كوم (الإنجليزية)